# Mackinac Bridge
Mackinac Bridge – most wiszący na cieśninie Mackinac w USA, stanie Michigan na cieśninie pomiędzy jeziorami Michigan i Huron. Długi na 8 km, wybudowany w 1957, spowodował boom gospodarczy w północnym Michigan (ang. Upper Peninsula). Łączy obydwa półwyspy tworzące ten stan. Na północnym krańcu mostu zaczyna się hrabstwo Mackinac, a od południa hrabstwa Emmet i Cheboygan. Jest jednym z najdłuższych i o najsilniejszej konstrukcji mostów w Ameryce Północnej.